# Елекція

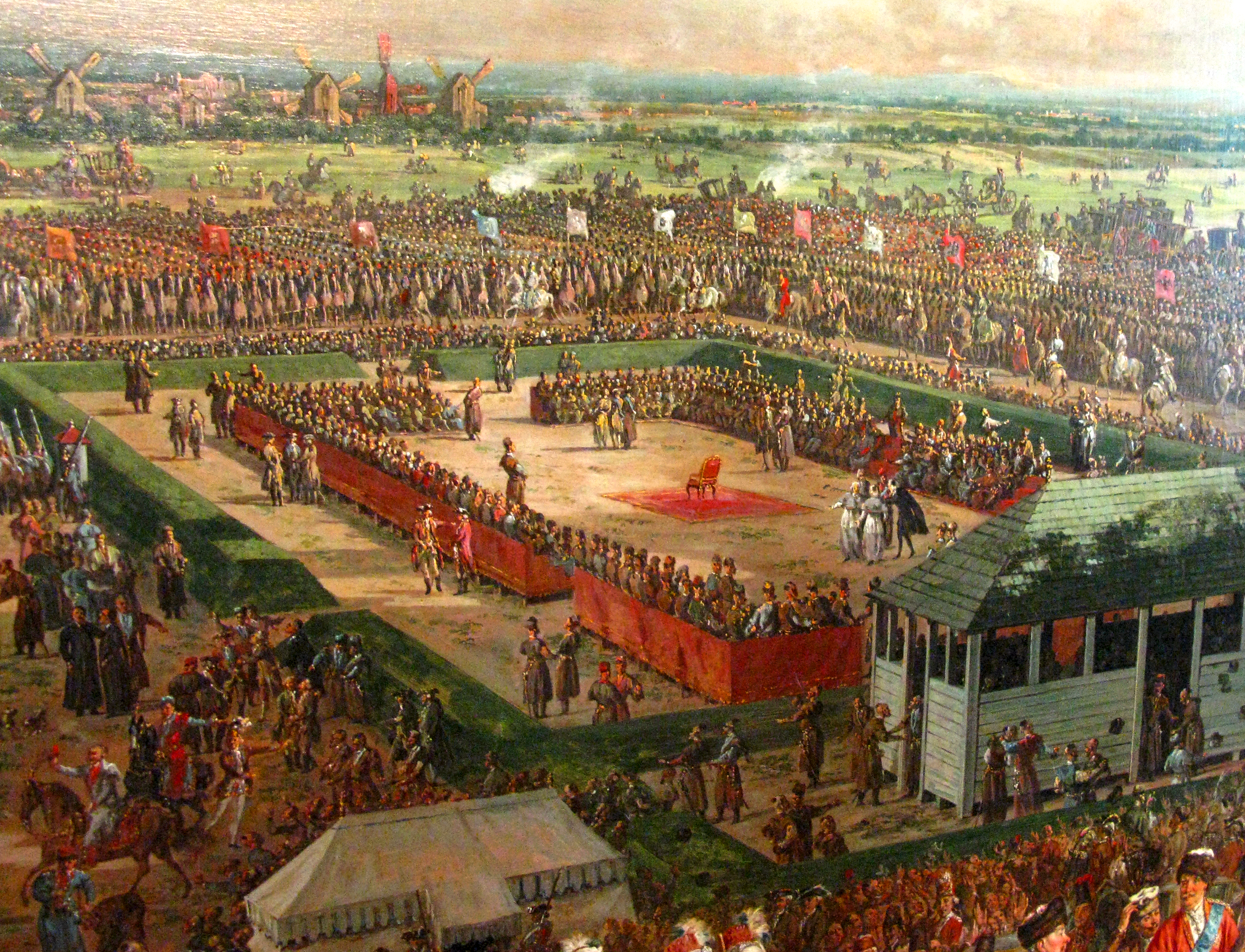
Елекція короля Станіслава Августа Понятовського (1764 рік) на картині Бернардо Белотто

Еле́кція — вибори монарха в Польщі та Гетьманській Україні.

## Історія
В Речі Посполитій елекція з'явилась ще в XI ст., за правління династії П'ястів. Закріпився такий спосіб виборів 1386 року під час обрання Владислава II Яґайла.
Остаточно елекція оформилася вже після згасання династії Яґеллонів. Для виборів спеціально скликався елекційний сейм та сеймики.

## Процедура
За відсутності короля у період «безвладдя» влада переходила до так званої каптурової конфедерації шляхти (див. Конфедерації шляхетські), а фактичним главою держави ставав примас (гнєзненський архієпископ). Обов'язком останнього і ставала організація елекції. Першим її етапом була конвокація, тобто скликання послів від воєводств, які утворювали каптур – генеральну конфедерацію, що охоплювала шляхту загалом, з метою організації влади (апеляційний суд генеральної конфедерації мав статус найвищого), а також реалізації певних домагань магнатів і шляхти. Другим організаційним етапом був елекційний сейм, що відбувався неподалік Варшави. Він розглядав кандидатури на корону й укладав пакти-конвенти. На цей сейм прибували шляхетський загал і представники привілейованих міст. Вибір короля ґрунтувався на засаді одностайної згоди виборців і відбувався шляхом елекції viritim (уся шляхта мала право брати участь у виборах короля безпосередньо). Завершенням елекції був коронаційний сейм, на якому король видавав загальне підтвердження станових прав і складав коронаційну присягу, а також затверджувалися законодавчі акти, прийняті під час «безвладдя».

## Різновиди елекції
- Елекція viritum — в ній мала право брати безпосередню участь вся шляхта, проте вона було необов'язковою.
- Елекція vivente rege — обрання наступника ще за життя короля.
- Вільна елекція — вибори правителя, не обмежені певною династією[1].